# Angela Harris
Pour les articles homonymes, voir Harris.
Angela Felicity Harris (née le 4 janvier 1944) est une pair à vie libérale démocrate et vice-présidente de la Chambre des lords du Royaume-Uni.

## Biographie
Fille du révérend George Hamilton Richards et d'Eva Lindley, elle fait ses études à la Canon Slade Grammar School de Bolton et à l'Ealing Hotel and Catering College. Elle travaille comme hôtesse de l'air avant une carrière dans le gouvernement local. Après avoir déménagé à Richmond, dans le Yorkshire du Nord, elle est élue au conseil municipal de Richmond et au conseil du district de Richmondshire, en tant que maire et présidente. Elle est élue au North Yorkshire County Council en 1981.
Angela Harris est membre du North Yorkshire County Council de 1981 à 2001 et la première femme à présider l'autorité en 1991/92. Elle est également présidente de la North Yorkshire Police Authority entre 1994 et 2001 et anciennement coprésidente pendant deux ans et vice-présidente de l'Association des autorités policières entre 1997 et 2001. Angela est également une ancienne membre de la brigade nationale de lutte contre la criminalité et du comité de négociation de la police. Pendant 16 ans, de 1982 à 1998, Angela est juge de paix et présidente du sous-comité consultatif. Elle est directrice non exécutive du NHS Trust (1990–1997). Depuis 1994, Angela Harris est sous-lieutenant du North Yorkshire et, depuis 1996, membre de la Cour de l'Université d'York.
Angela Harris est déléguée générale du parti lors des conférences fédérales pour les libéraux démocrates et est candidate pour le parti aux élections européennes de 1999.
Le 6 août 1999, Angela Harris est créée pair à vie libéral-démocrate, prenant le titre de baronne Harris de Richmond, de Richmond, dans le comté de North Yorkshire. Depuis qu'elle est aux Lords, Angela préside le sous-comité F de l'Union européenne et est membre du comité restreint de l'Union européenne. Elle est vice-présidente en 2008. Entre 2000 et 2008, elle est whip libéral démocrate. Elle est également porte-parole du parti sur l'Irlande du Nord et membre de l'équipe des affaires intérieures pour les questions de police.
Elle s'intéresse aux questions de police et elle est présidente de l'Association nationale des aumôniers de la police. Elle est patronne de la section britannique d'ASIS International (l'organisation des professionnels de la sécurité, qui compte 38 000 membres dans le monde) et de l'Association nationale des victimes et administratrice du centre de réadaptation de la police, Flint House. Elle est patronne de Lister House (Royal British Legion), Trauma International et Hospice Homecare Support Group et également patronne de Herriot Hospice Homecare Northallerton. Angela Harris reçoit le prix ASIS UK Mervyn David en 2012 pour ses services à la profession de la sécurité. Elle est également patronne de la Richmondshire Choral Society.
Harris est nommée grand intendant de la cathédrale de Ripon en 2009.
En 1976, elle se marie une seconde fois avec John Philip Roger Harris. Elle a un fils de son premier mariage, avec Philip Martin Bowles.